# Камандаки
Камандаки — индийский писатель, автор трактата «Kâmandakîaym nîtiçâstram» (учебник политики, государственного искусства), в котором в 19 главах излагаются права и обязанности царя и кшатриев.
Для истории индийского военного дела это один из важных памятников. Издано в «Bibl. Indica», 1849—1861, с отрывками из местного комментария. Подобный же трактат, с тем же заглавием, попал и на остров Ява (см. A. Weber, «Iudische Studien», т. III, стр. 145). Время возникновения этого памятника неизвестно; его издатель относит его к IV веку.